# Eremocoris dimidiatus
Eremocoris dimidiatus är en insektsart som beskrevs av Van Duzee 1921. Eremocoris dimidiatus ingår i släktet Eremocoris och familjen Rhyparochromidae. Inga underarter finns listade i Catalogue of Life.